# 高新園駅
高新園駅（こうしんえん-えき）は深圳市南山区に位置する深圳地下鉄羅宝線の駅。

## 駅構造
- 島式ホーム1面2線を有する地下駅。開業当初からホームドア設置。

| 羅宝線ホーム (B2F) | ←■羅宝線 機場東方面 |
| 羅宝線ホーム (B2F) | 島式ホーム          |
| 羅宝線ホーム (B2F) | ■羅宝線 羅湖方面→   |

## 駅周辺
- 大沖新村
- 大沖小学
- 南山外国語中学
- 大沖中学
- 長城電脳

## 歴史
- 2009年9月28日 - 開業。

## 隣の駅
深圳地下鉄
■羅宝線
深大駅 - 高新園駅 - 白石洲駅